# Grallaria alvarezi
Grallaria alvarezi  (лат.) — вид птиц из семейства гралляриевых (Grallariidae). Видовое название присвоено в честь колумбийского орнитолога Маурисио Альвареса Реболледо (Mauricio Alvarez Rebolledo).

## Таксономия
Выделен в результате пересмотра учёными видового комплекса Grallaria rufula, относящиеся к которому популяции птиц на основании филогенетических изысканий, различий в вокализации и оперении были повышены в ранге до отдельных видов.

## Распространение
Обитают на территории Колумбии (эндемики). Живут на высотах от 2350 до 3650 м.